# Ровелл, Сидни
Сэр Сидни Фэйрбэйрн Ровелл (англ. Sydney Fairbairn Rowell, 15 декабря 1894 — 12 апреля 1975) — генерал-лейтенант австралийской армии, участник мировых войн.
Родился в 1894 году в западном пригороде Аделаиды; его отец — полковник Джеймс Ровелл — был адъютантом генерал-губернатора Австралии. Он получил образование в школе высшей ступени в Аделаиде, а когда в 1911 году в Дантруне открылся Королевский военный колледж — стал одним из его первых кадетов.
Когда в 1914 году началась Первая мировая война и Австралия начала формировать Австралийские имперские силы, то было решено прервать обучение кадетов в Королевском военном колледже и направить их в эти войска в качестве офицеров. Первоначально Сидни Ровелл был назначен в 10-й пехотный батальон, но так как части формировались по территориальному принципу, то он вскоре узнал, что 3-м полком лёгкой кавалерии командует его двоюродный брат, подполковник Ф. М. Ровелл, и получил разрешение на перевод в часть к своему родственнику.
Из-за пневмонии Сидни Ровелл не смог отправиться на театр боевых действий вместе с основным составом полка, и прибыл Египет лишь в январе 1915 года, вместе с подкреплениями. В следующем месяце он сломал ногу, упав с лошади, и казалось, что ему не суждено участвовать в Дарданелльской операции, но благодаря вмешательству отца всё-таки смог попасть в бухту Анзак 12 мая 1915 года. Потом из-за болезни он был эвакуирован сначала в Египет, а потом на Мальту, и вновь попал на Галлиполийский фронт в августе. 9 сентября он получил временное звание капитана, в течение трёх дней командовал эскадроном, а затем стал адъютантом командира полка. В ноябре Сидни Ровелл был вновь эвакуирован в Египет — на этот раз с брюшным тифом (его двоюродный брат умер от этой болезни). 20 января 1916 года он вернулся в Австралию. В то время действовало правило, что офицер действительной службы, возвращённый в Австралию по медицинским причинам, более за моря не посылался, поэтому Ровелл стал инструктором на офицерских курсах. В июне 1917 года курсы были закрыты, и Ровелл получил должность в штабе 4-го военного района в Аделаиде.
В межвоенный период Ровелл занимал различные штабные должности либо повышал свою квалификацию. В 1920 году он стал капитаном, в 1926 — майором, в 1935 году получил временное звание подполковника, которое стало постоянным с 1 января 1936 года.
В 1924 году Ровелл сдал экзамены в штабной колледж на одно из двух мест, зарезервированных для австралийцев. Тот факт, что он стал на экзаменах первым, позволил ему выбирать между штабным колледжем в Кэмберли (в Англии) или его аналогом в Кветте (в Британской Индии). Он выбрал первый, и учился там с 1925 по 1926 году, а затем поступил в Имперский колледж обороны.
По возвращении в Австралию Ровелл возглавил отдел военных операций и разведки при штаб-квартире армии в Мельбурне, но в августе 1938 года стал офицером при генеральном инспекторе генерал-лейтенанте Эрнесте Сквайресе.
Когда началась Вторая мировая война, то правительство Австралии вновь стало формировать Австралийские имперские силы, и Томас Блэми взял Ровелла в штаб своего 1-го корпуса в звании бригадного генерала. В начале 1941 года австралийские силы были переброшены в Египет для участия в операциях в Северной Африке, но в апреле Германия вторглась в Грецию, и 1-й австралийский корпус был переброшен туда. Однако немцы быстро прорвали фронт, и австралийцам пришлось срочно эвакуироваться обратно на южный берег Средиземного моря.
В августе 1941 года Ровелл вернулся в Австралию, чтобы занять пост заместителя начальника генерального штаба в звании генерал-майора. Когда началась подготовка к боевым действиям против Японии, то Блэми устроил перетряску всего высшего командного состава австралийских вооружённых сил, и Ровелл был поставлен во главе 1-го корпуса — это была первая его командная должность, если не считать трёх дней во главе эскадрона во время Первой мировой войны.
Летом 1942 года 1-й корпус был переброшен на Новую Гвинею. 13 августа 1942 года Ровелл прибыл в Порт-Морсби и принял командование над всеми силами в Новой Гвинее. В это время японцы пытались прорваться по Кокодскому тракту через хребет Оуэн-Стенли прямо к Порт-Морсби, и прибытие офицеров с боевым опытом помогло австралийцам наладить организацию обороны. Однако из Австралии ситуация виделась как повторение Малайской кампании, и в середине сентября Макартур настоял, чтобы Ровелл был заменён на Блэми. Блэми прибыл в Порт-Морсби 23 сентября, формально — в качестве командующего силами обороны Новой Гвинеи, а не 1-го корпуса, но 1-й корпус и был силами, оборонявшими Новую Гвинею. Ровелл очень плохо воспринял тот факт, что Блэми начал командовать войсками через его голову, но это было политическим решением. В начале октября Ровелл вернулся в Австралию.
В 1943 году Ровелл вновь был отправлен на Ближневосточно-Средиземноморский театр военных действий, где занимался административной работой. В декабре 1943 года он был назначен директором департамента тактической разведки в министерстве обороны в Лондоне.
В ноябре 1945 года Блэми перестал быть главнокомандующим австралийскими вооружёнными силами, и Ровелл был отозван из Европы, чтобы занять пост заместителя начальника генерального штаба. В июне 1949 года Ровелл исполнял обязанности начальника генерального штаба, когда в Австралии разразилась забастовка угольщиков. Правительство Чифли решило использовать армию для замены горняков в шахтах, и на долю Ровелла досталась организационная работа по выполнению поручений правительства.
В апреле 1950 года Ровелл стал начальником генерального штаба вооружённых сил Австралии. Вскоре разразилась Корейская война, и Ровеллу пришлось решать организационные вопросы, связанные с участием Австралии в событиях на Корейском полуострове.
Ровелл вышел в отставку 15 декабря 1954 года. В гражданской жизни он стал членом совета директоров издательского дома «Smith, Elder & Co.», с 1956 года вошёл в совет директоров «Commonwealth Aircraft Corporation», а с 1957 по 1968 годы был даже его председателем. С 1958 по 1968 годы он также был главой Ассоциации бойскаутов Австралии и членом отборочной комиссии стипендии Родса штата Виктория. Ему предлагали стать генеральным консулом Австралии в Нью-Йорке, но он отказался от этого предложения. В 1974 году он опубликовал свои мемуары под названием «Full Circle».